# Val-de-Moder
Pour les articles homonymes, voir Moder (homonymie).
Val-de-Moder [val də mɔdɛʁ] est une commune française située dans la circonscription administrative du Bas-Rhin et, depuis le 1er janvier 2021, dans le territoire de la Collectivité européenne d'Alsace, en région Grand Est.
Créée le 1er janvier 2019, elle a le statut administratif de commune nouvelle et regroupe les communes de Ringeldorf et Val de Moder (elle-même issue d'un regroupement de Pfaffenhoffen, La Walck et Uberach) et qui prennent alors le statut administratif de commune déléguée.

## Géographie

### Localisation
La petite ville de Pfaffenhoffen, « Pfaffhoffe » (en alsacien), est nichée sur la rive droite de la Moder, au pied de la colline de Ringeldorf.
À 35 km de Strasbourg, 30 km de Saverne et 15 km de Haguenau, Pfaffenhoffen est depuis longtemps un lieu de passage, car se situant sur des grands axes.

### Communes limitrophes
Les communes limitrophes sont Bitschhoffen, Haguenau, Niedermodern, Morschwiller, Grassendorf, Ettendorf, Schalkendorf, Obermodern-Zutzendorf et Kindwiller.
| Kindwiller             | Bitschhoffen             | Haguenau              |
| Obermodern-Zutzendorf  | Val-de-Moder             | Haguenau Niedermodern |
| Schalkendorf Ettendorf | Grassendorf Morschwiller | Niedermodern          |

### Géologie et relief
La commune se compose de 225,00 hectares de territoires artificialisés (24,83 %), 646,13 hectares de territoires agricoles (71,32 %) et 35,35 hectares de forêts et milieux semi-naturels (3,90 %).
Espaces naturels :
- Trois zones naturelles d'intérêt écologique, faunistique et floristique (Znieff) :

Paysage de collines avec vergers du Pays de Hanau,
Massif forestier de Haguenau et ensembles de landes et prairies en lisière,
Bois de Zutzendorf et lisières.

### Sismicité
Commune située dans une zone de sismicité 3 modérée,.

### Hydrographie et les eaux souterraines
Hydrogéologie et climatologie : Système d’information pour la gestion des eaux souterraines du bassin Rhin-Meuse :
Territoire communal : Occupation du sol (Corinne Land Cover); Cours d'eau (BD Carthage),
Géologie : Carte géologique; Coupes géologiques et techniques,
 Hydrogéologie : Masses d'eau souterraine; BD Lisa; Cartes piézométriques.

#### Réseau hydrographique
La commune est dans le bassin versant du Rhin au sein du bassin Rhin-Meuse. Elle est drainée par la Moder, le ruisseau le Rothbach, le ruisseau le Landgraben, le ruisseau de Schalkendorf et le ruisseau le Hengstbaechel,,.
La Moder, d'une longueur de 82 km, prend sa source dans la commune de Zittersheim et se jette  dans le Rhin en rive gauche à Beinheim, après avoir traversé 29 communes. Les caractéristiques hydrologiques de la Moder sont données par la station hydrologique située sur la commune d'Obermodern-Zutzendorf. Le débit moyen mensuel est de 1,16 m3/s. Le débit moyen journalier maximum est de 8,86 m3/s, atteint lors de la crue du 18 mai 2024. Le débit instantané maximal est quant à lui de 12,1 m3/s, atteint le 5 mars 2020.
Le Rothbach, d'une longueur de 23 km, prend sa source dans la commune de Reipertswiller et se jette  dans la Moder sur la commune, après avoir traversé neuf communes.

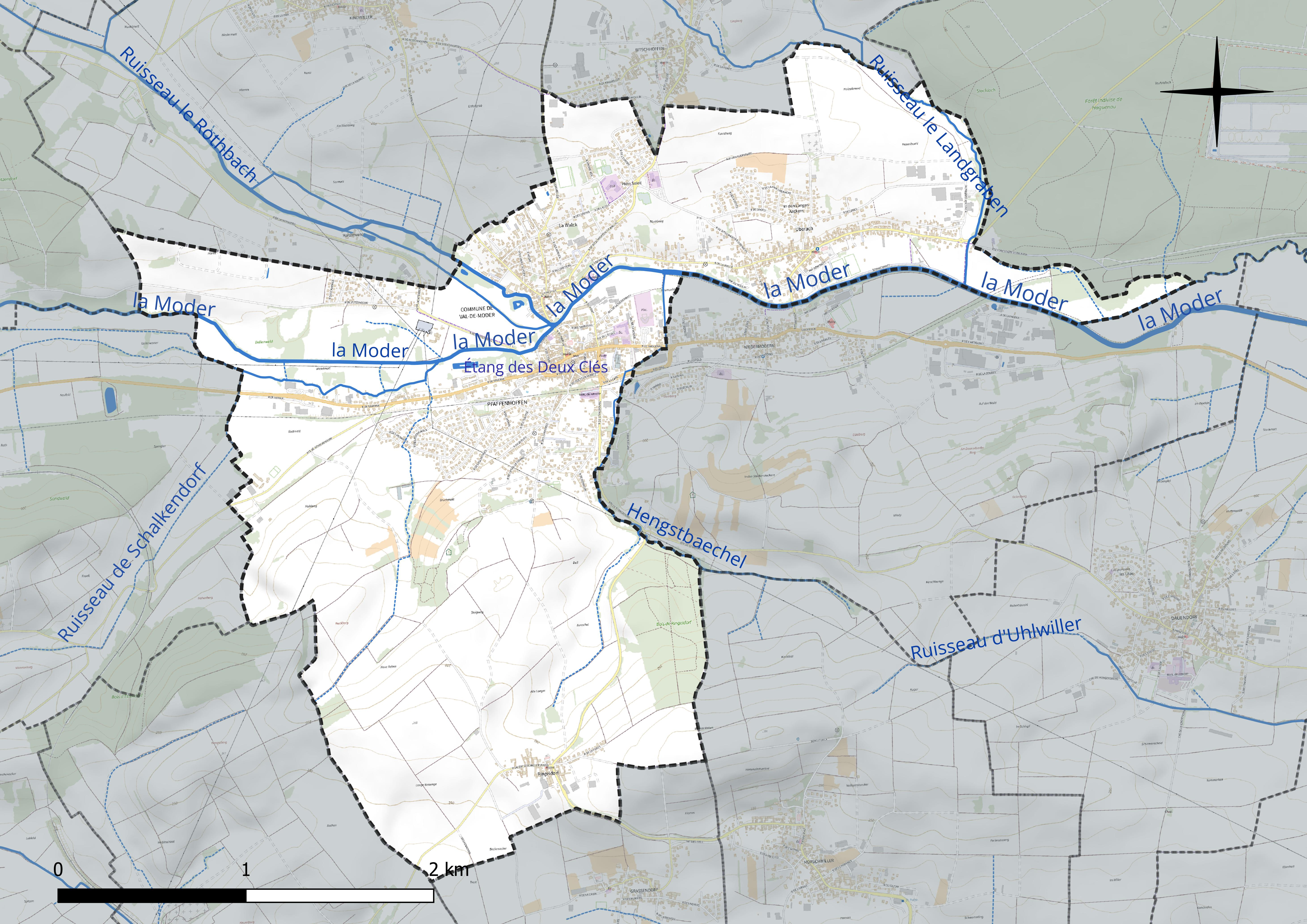
Réseau hydrographique de Val-de-Moder.

Un plan d'eau complète le réseau hydrographique : l'étang des Deux Clés (0,3 ha),.

#### Gestion et qualité des eaux
Le territoire communal est couvert par le schéma d'aménagement et de gestion des eaux (SAGE) « Moder ». Ce document de planification concerne le bassin versant de la Moder dont le territoire s'étend sur 1 720 km2. Le périmètre a été arrêté le 25 janvier 2006. La commission locale de l'eau a été créée le 12 juillet 2007, puis modifiée le 14 décembre 2021. La structure porteuse de l'élaboration et de la mise en œuvre est le Syndicat des eaux et de l’assainissement Alsace-Moselle (SDEA).
La qualité des cours d’eau peut être consultée sur un site dédié géré par les agences de l’eau et l’Agence française pour la biodiversité.

### Climat
Pour des articles plus généraux, voir Climat du Grand Est et Climat du Bas-Rhin.
En 2010, le climat de la commune est de type climat des marges montargnardes, selon une étude du Centre national de la recherche scientifique s'appuyant sur une série de données couvrant la période 1971-2000. En 2020, Météo-France publie une typologie des climats de la France métropolitaine dans laquelle la commune est exposée à un climat semi-continental et est dans la région climatique Vosges, caractérisée par une pluviométrie très élevée (1 500 à 2 000 mm/an) en toutes saisons et un hiver rude (moins de 1 °C).
Pour la période 1971-2000, la température annuelle moyenne est de 10,6 °C, avec une amplitude thermique annuelle de 17,6 °C. Le cumul annuel moyen de précipitations est de 831 mm, avec 10,3 jours de précipitations en janvier et 10,4 jours en juillet. Pour la période 1991-2020, la température moyenne annuelle observée sur la station météorologique de Météo-France la plus proche, « Uhrwiller_sapc », sur la commune de Uhrwiller à 4 km à vol d'oiseau, est de 10,9 °C et le cumul annuel moyen de précipitations est de 740,0 mm. 
La température maximale relevée sur cette station est de 38,7 °C, atteinte le 7 août 2015 ; la température minimale est de −18 °C, atteinte le 20 décembre 2009,,.
| Mois                                  | jan.           | fév.           | mars           | avril         | mai           | juin          | jui.          | août          | sep.          | oct.          | nov.          | déc.          | année     |
| ------------------------------------- | -------------- | -------------- | -------------- | ------------- | ------------- | ------------- | ------------- | ------------- | ------------- | ------------- | ------------- | ------------- | --------- |
| Température minimale moyenne (°C)     | −0,4           | −0,6           | 1,6            | 5,1           | 8,9           | 12,1          | 13,8          | 13,1          | 9,8           | 6,4           | 3,2           | 0,4           | 6,1       |
| Température moyenne (°C)              | 2,2            | 2,8            | 6,3            | 11,1          | 14,7          | 18,2          | 20,1          | 19,2          | 15,9          | 11            | 6,3           | 3             | 10,9      |
| Température maximale moyenne (°C)     | 4,8            | 6,2            | 11             | 17,1          | 20,5          | 24,3          | 26,5          | 25,4          | 21,9          | 15,7          | 9,3           | 5,5           | 15,7      |
| Record de froid (°C) date du record   | −14,4 11.01.09 | −16,3 12.02.12 | −15,1 01.03.05 | −5,8 04.04.22 | −0,8 07.05.19 | 2,7 08.06.05  | 5,8 31.07.15  | 4,5 26.08.18  | 0,8 20.09.12  | −5,9 29.10.12 | −7,9 30.11.10 | −18 20.12.09  | −18 2009  |
| Record de chaleur (°C) date du record | 17,6 01.01.23  | 19 27.02.19    | 24,6 31.03.21  | 29,6 21.04.18 | 34,2 27.05.05 | 37,7 09.06.14 | 38,3 03.07.15 | 38,7 07.08.15 | 33,4 15.09.20 | 29,3 13.10.23 | 22,6 02.11.20 | 19,3 31.12.22 | 38,7 2015 |
| Précipitations (mm)                   | 62,2           | 46,7           | 50,9           | 43,1          | 79,3          | 67,9          | 72,9          | 74,1          | 48,8          | 64,9          | 59,1          | 70,1          | 740       |

| Diagramme climatique                                  |             |           |             |             |              |              |              |             |             |            |            |
| J                                                     | F           | M         | A           | M           | J            | J            | A            | S           | O           | N          | D          |
| 4,8−0,462,2                                           | 6,2−0,646,7 | 111,650,9 | 17,15,143,1 | 20,58,979,3 | 24,312,167,9 | 26,513,872,9 | 25,413,174,1 | 21,99,848,8 | 15,76,464,9 | 9,33,259,1 | 5,50,470,1 |
| Moyennes : • Temp. maxi et mini °C • Précipitation mm |             |           |             |             |              |              |              |             |             |            |            |

Les paramètres climatiques de la commune ont été estimés pour le milieu du siècle (2041-2070) selon différents scénarios d'émission de gaz à effet de serre à partir des nouvelles projections climatiques de référence DRIAS-2020. Ils sont consultables sur un site dédié publié par Météo-France en novembre 2022.

## Urbanisme

### Typologie
Au 1er janvier 2024, Val-de-Moder est catégorisée petite ville, selon la nouvelle grille communale de densité à sept niveaux définie par l'Insee en 2022.
Elle appartient à l'unité urbaine de Val-de-Moder, une agglomération intra-départementale regroupant trois  communes, dont elle est ville-centre,,. Par ailleurs la commune fait partie de l'aire d'attraction de Strasbourg (partie française), dont elle est une commune de la couronne,. Cette aire, qui regroupe 268 communes, est catégorisée dans les aires de 700 000 habitants ou plus (hors Paris),.

### Intercommunalité
Commune membre de la Communauté d'agglomération de Haguenau.

Les mairies.
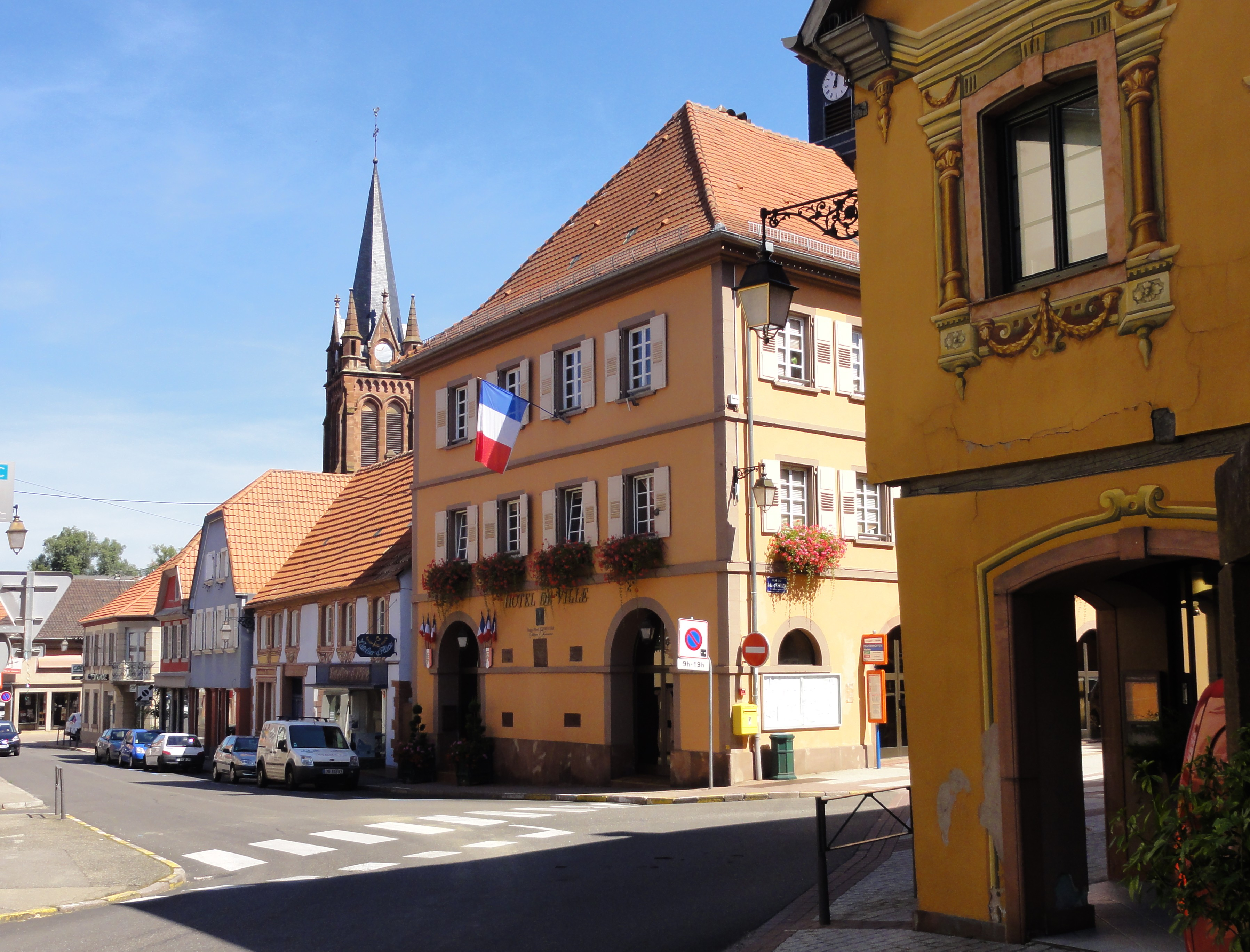
Pfaffenhoffen.
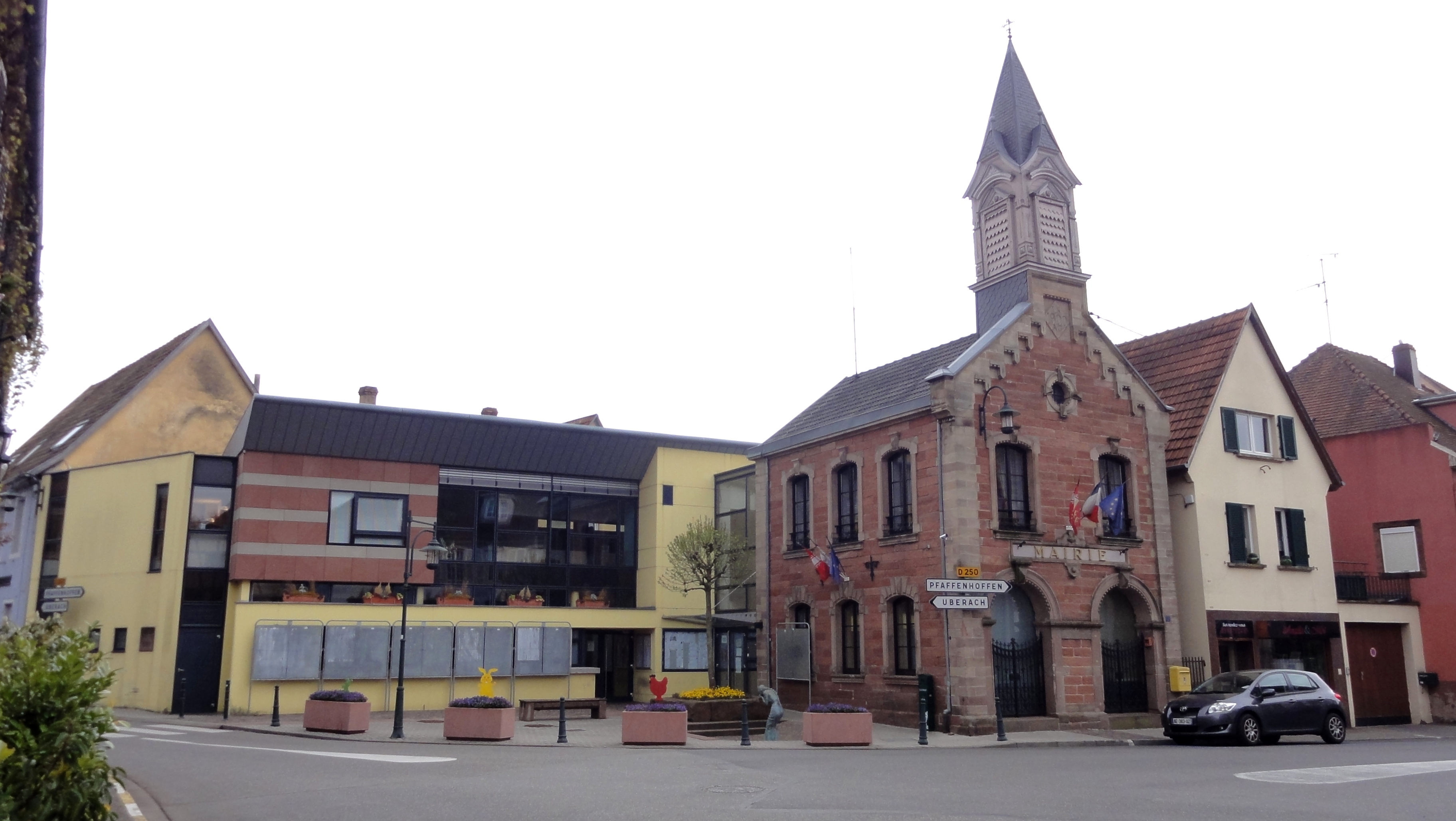
La Walck[29].
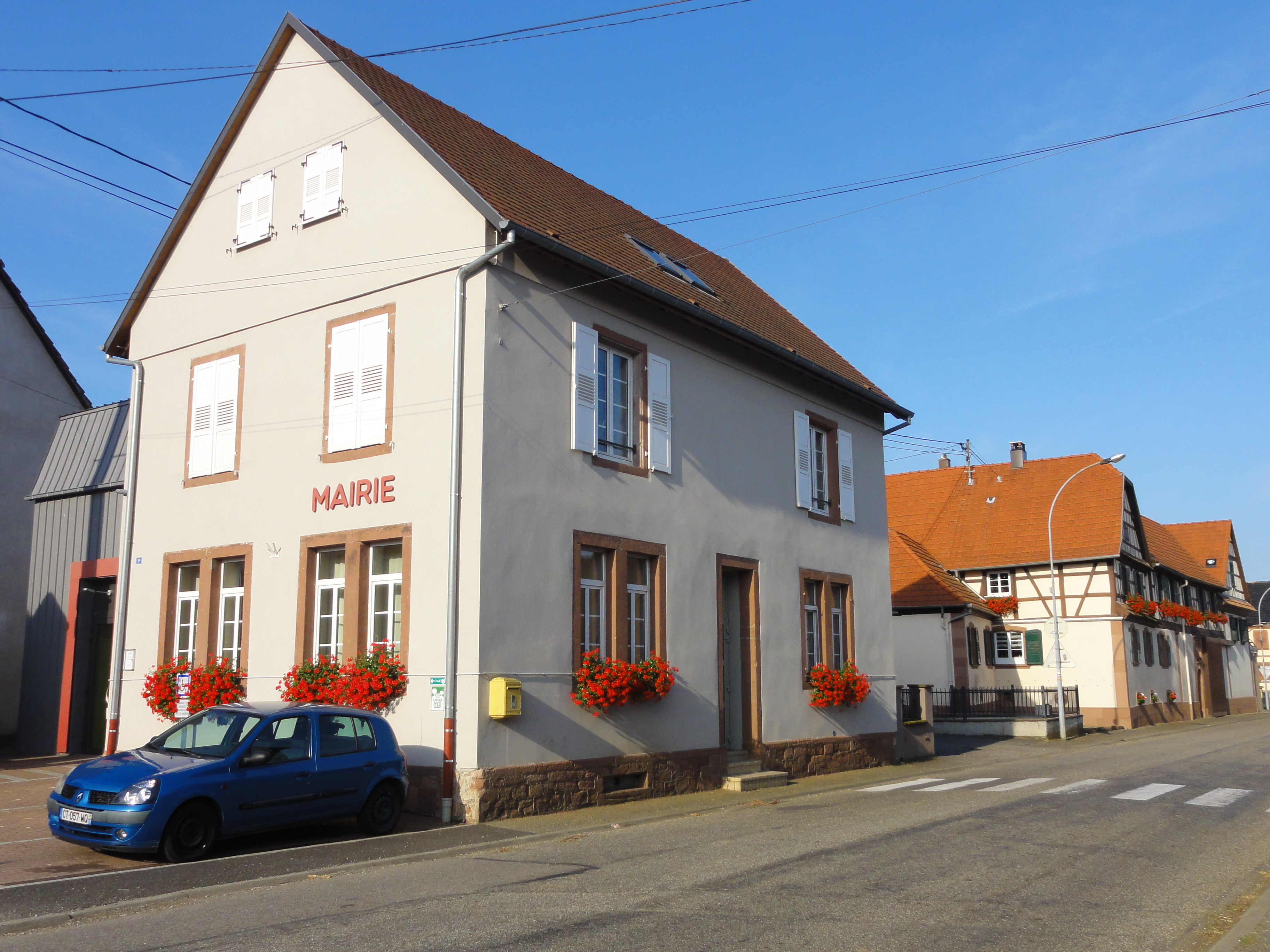
Ringeldorf.
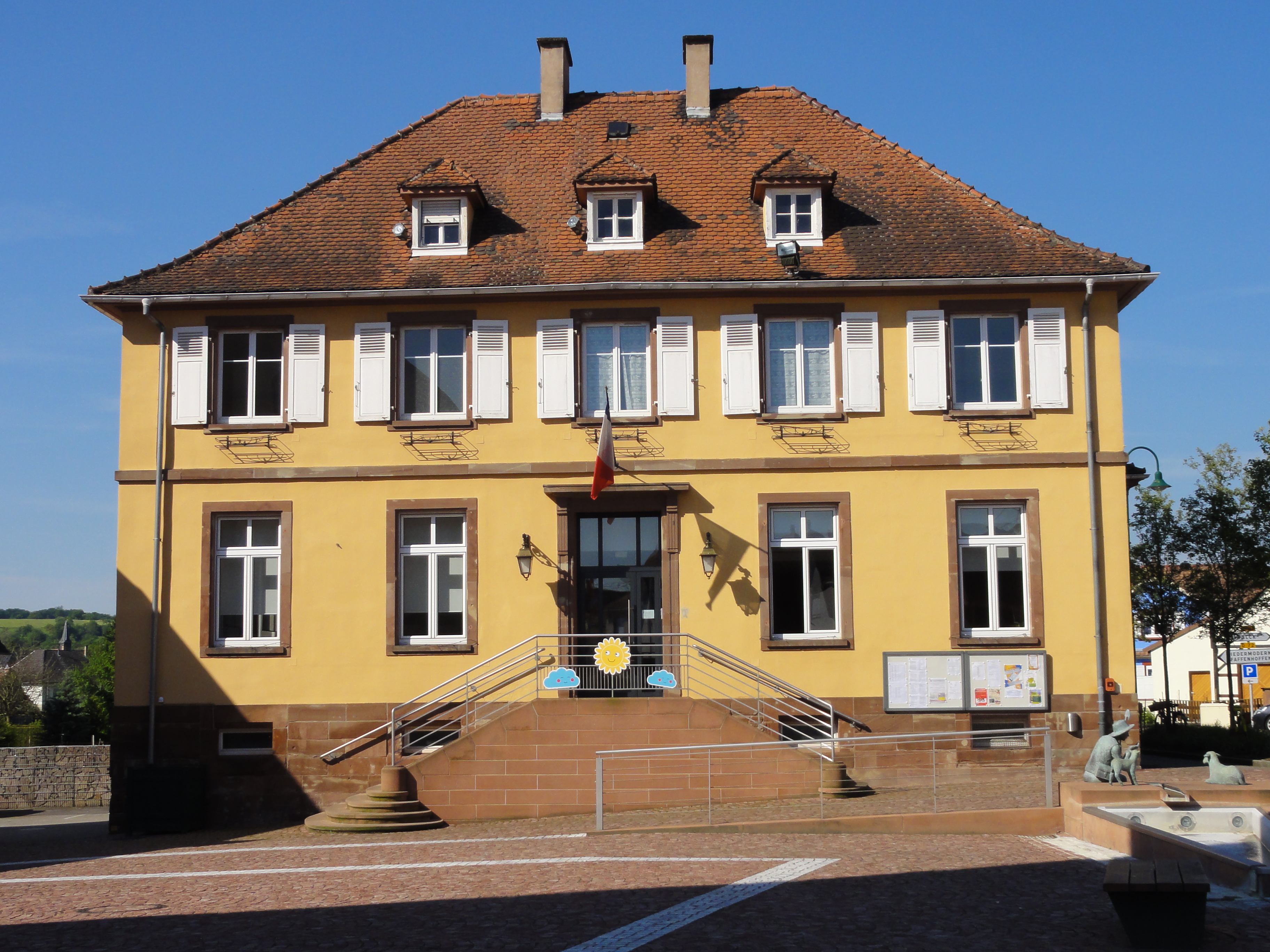
Uberach.

La nouvelle commune de Val-de-Moder est le résultat de la fusion, en 2016, des trois communes de La Walck, Pfaffenhofffen et Uberach, rejointes en 2019 par Ringeldorf

### Voies de communications et transports

#### Voies routières
- Plusieurs axes traversent la commune: laD119 vers Bitschhoffen[30], la D72 vers Mertzwiller0 et la D919 vers Obermodern-Zutzendorf.

#### Transports en commun

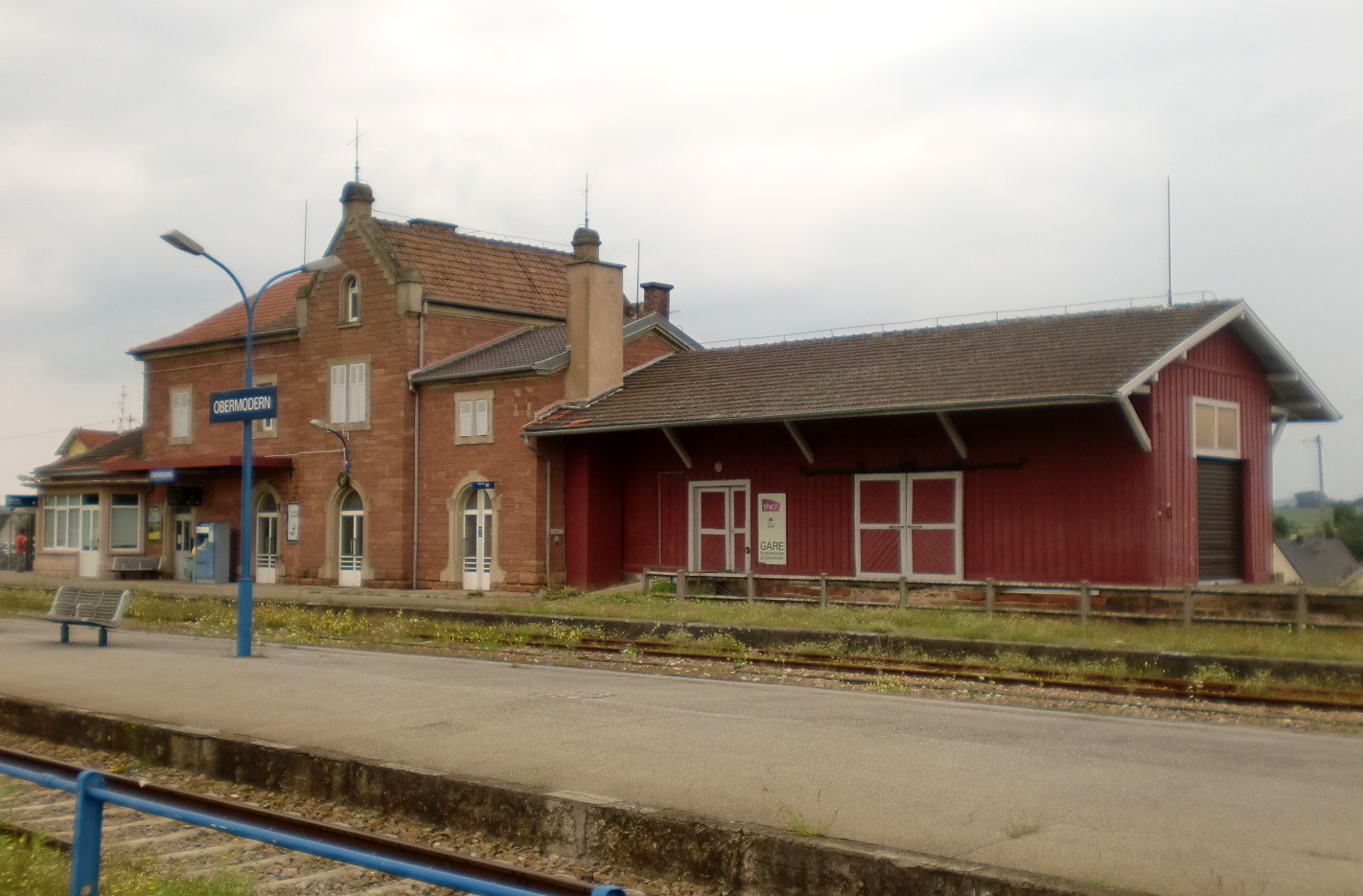
Gare d'Obermodern.

- Fluo Grand Est.

La commune est desservie par les car Ter Grand Est.

#### Lignes SNCF
- La commune est traversée par la ligne ferroviaire de Steinbourg à Schweighouse-sur-Moder mais cette dernière est inexploitée.

Les gare ouvertes les plus proches sont celles d'Obermodern, Mertzwiller et Schweighouse-sur-Moder.

## Toponymie
Voir les sections dans les articles qui leur sont consacrés dans chaque commune.

## Histoire
La commune est créée le 1er janvier 2019, elle a le statut administratif de commune nouvelle et regroupe les communes de Val de Moder et Ringeldorf qui prennent alors le statut administratif de commune déléguée, soit une population municipale de 5 119 habitants.

## Politique et administration
| Période         | Période                   | Identité                                           | Étiquette | Qualité |
| --------------- | ------------------------- | -------------------------------------------------- | --------- | --- |
| 11 janvier 2019 | En cours (au 31 mai 2020) | Jean-Denis Enderlin Réélu pour le mandat 2020-2026 | DVD       | Cadre du secteur privé 4e vice-président de la CA de Haguenau (2017 → ) Ancien maire de Pfaffenhoffen Réélu maire de la commune nouvelle pour le mandat 2019-2020 |

### Budget et fiscalité 2023

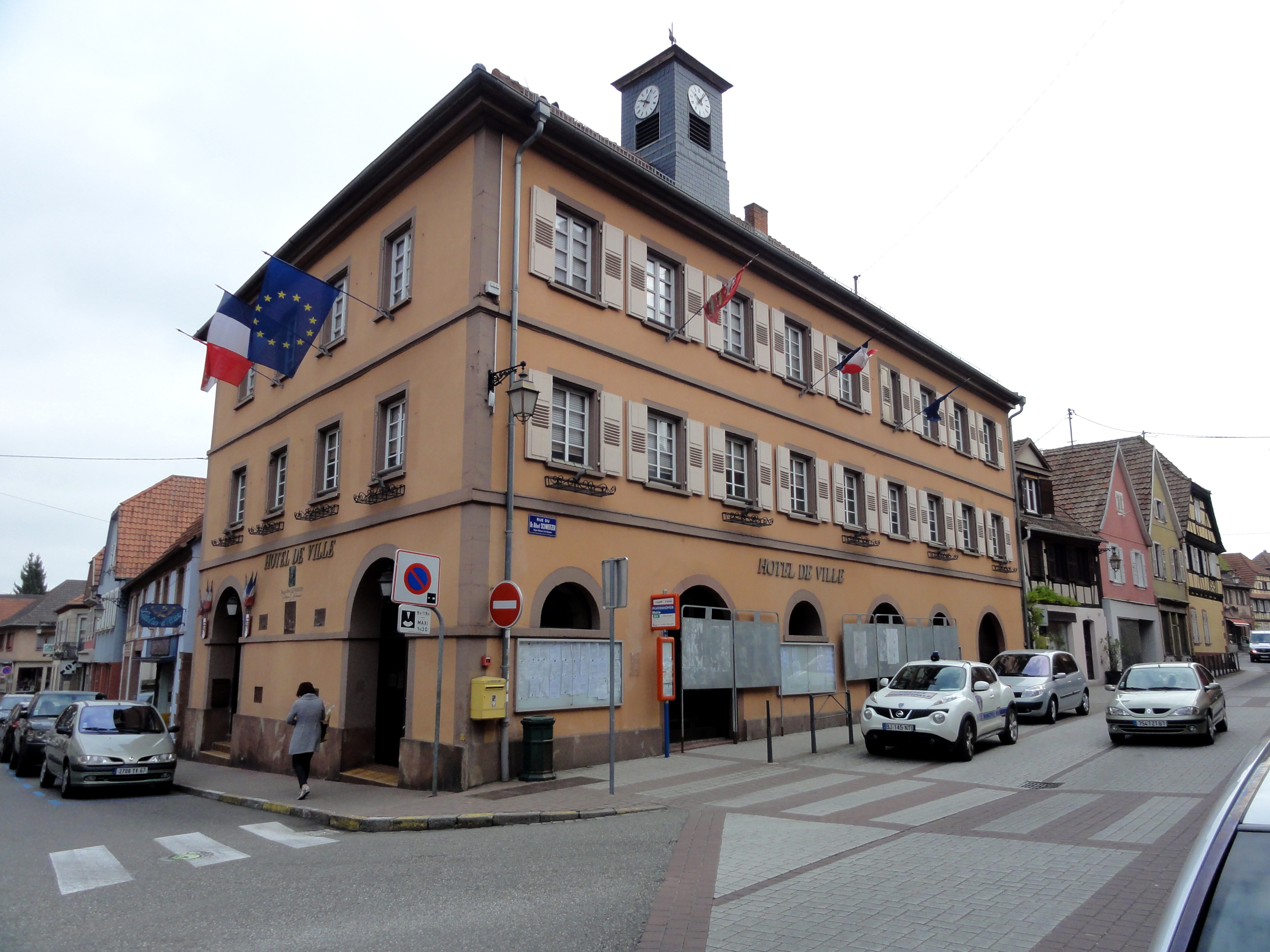
Pfaffenhoffen, Hôtel de ville (1837).

En 2023, le budget de la commune était constitué ainsi :
- total des produits de fonctionnement : 3 502 000 €, soit 690 € par habitant ;
- total des charges de fonctionnement : 3 528 000 €, soit 695 € par habitant ;
- total des ressources d'investissement : 2 094 000 €, soit 413 € par habitant ;
- total des emplois d'investissement : 1 223 000 €, soit 241 € par habitant ;
- endettement : 1 442 000 €, soit 284 € par habitant.

Avec les taux de fiscalité suivants :
- taxe d'habitation : 11,66 % ;
- taxe foncière sur les propriétés bâties : 24,04 % ;
- taxe foncière sur les propriétés non bâties : 30,12 % ;
- taxe additionnelle à la taxe foncière sur les propriétés non bâties : 0,00 % ;
- cotisation foncière des entreprises : 0,00 %.

Chiffres clés Revenus et pauvreté des ménages en 2021 : médiane en 2021 du revenu disponible, par unité de consommation : 23 740 €.

## Population et société

### Démographie

#### Pyramide des âges
| Nom                   | Code Insee | Intercommunalité      | Superficie (km2) | Population (dernière pop. légale) | Densité (hab./km2) |
| --------------------- | ---------- | --------------------- | ---------------- | --------------------------------- | ------------------ |
| Pfaffenhoffen (siège) | 67372      | CC du Val de Moder    | 3,54             | 2 794 (2013)                      | 789                |
| Ringeldorf            | 67402      | CC du Pays de la Zorn | 2,78             | 125 (2014)                        | 45                 |
| Uberach               | 67496      | CC du Val de Moder    | 2,01             | 1 178 (2013)                      | 586                |
| La Walck              | 67512      | CC du Val de Moder    | 0,68             | 1 130 (2013)                      | 1 662              |

### Enseignement
Établissements d'enseignements, :
- Écoles maternelles,
- Écoles primaires,
- Collège,
- Lycées à Bouxwiller, Haguenau.

### Culture
- Bibliothèque de Val-de-Moder[38]
- Espace culturel « La Scène »[39].
- Musée de l'image populaire.

### Sports et aires de jeux
- Piscine communale de plein-air[40].
- Aires de jeux[41].
- Associations sportives[42] :

Boxe Française - savate,
Tennis,
Judo,
Handball.

### Santé
Professionnels et établissements de santé :
- Médecins,
- Pharmacies à Pfaffenhoffen, La Walck,
- Hôpitaux à Ingwiller, Niederbronn-les-Bains, Haguenau.

### Cultes
- Culte catholique, communauté de paroisses Val-de-Moder[44], archidiocèse de Strasbourg, Diocèse de Strasbourg.

## Économie

### Entreprises et commerces

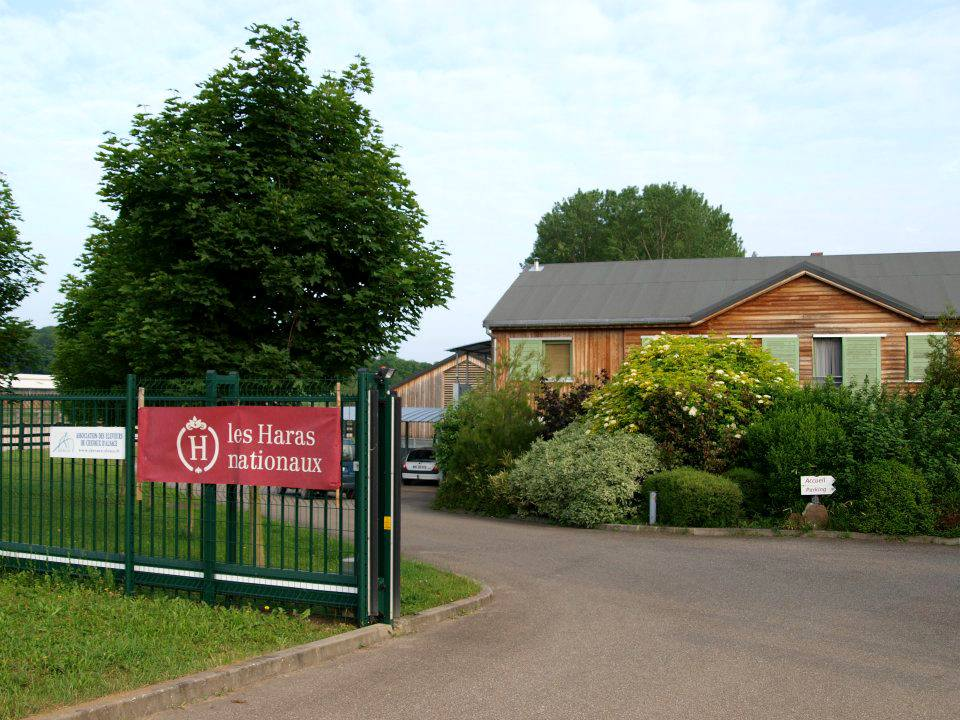
Entrée des Haras Nationaux en 2005

#### Agriculture
- ferme maraîchère et petit élevage[45].
- Sylviculture et élevage.
- Ancien Haras national de Pfaffenhoffen.

#### Tourisme
- Hôtels restaurants[46],
- Gîtes ruraux et chambres d'hôtes[47].
- Musée de l'Image populaire, ancienne brasserie Moritz[48],[49],[50].

C'est un des 10 musées en réseau (sur les 26 musées et expositions liés à l'histoire, aux traditions populaires ou aux savoir-faire techniques et les matériaux traditionnels et techniques et artistiques) du Parc naturel régional des Vosges du Nord (PNRVN).

#### Commerces
- Commerces de proximité[52].

## Culture locale et patrimoine

### Lieux et monuments
- Pfaffenhoffen. 
Musée de l'Image populaire de Pfaffenhoffen[53].
- La Walck. 
Ancien moulin Walckmuhle, puis scierie[54],[55].
- Uberach. 
Grotte de Lourdes[56].
- Ringeldorf. 
Église de la Nativité-de-la-Bienheureuse-Vierge-Marie[57],[58],[59],[60],[61].

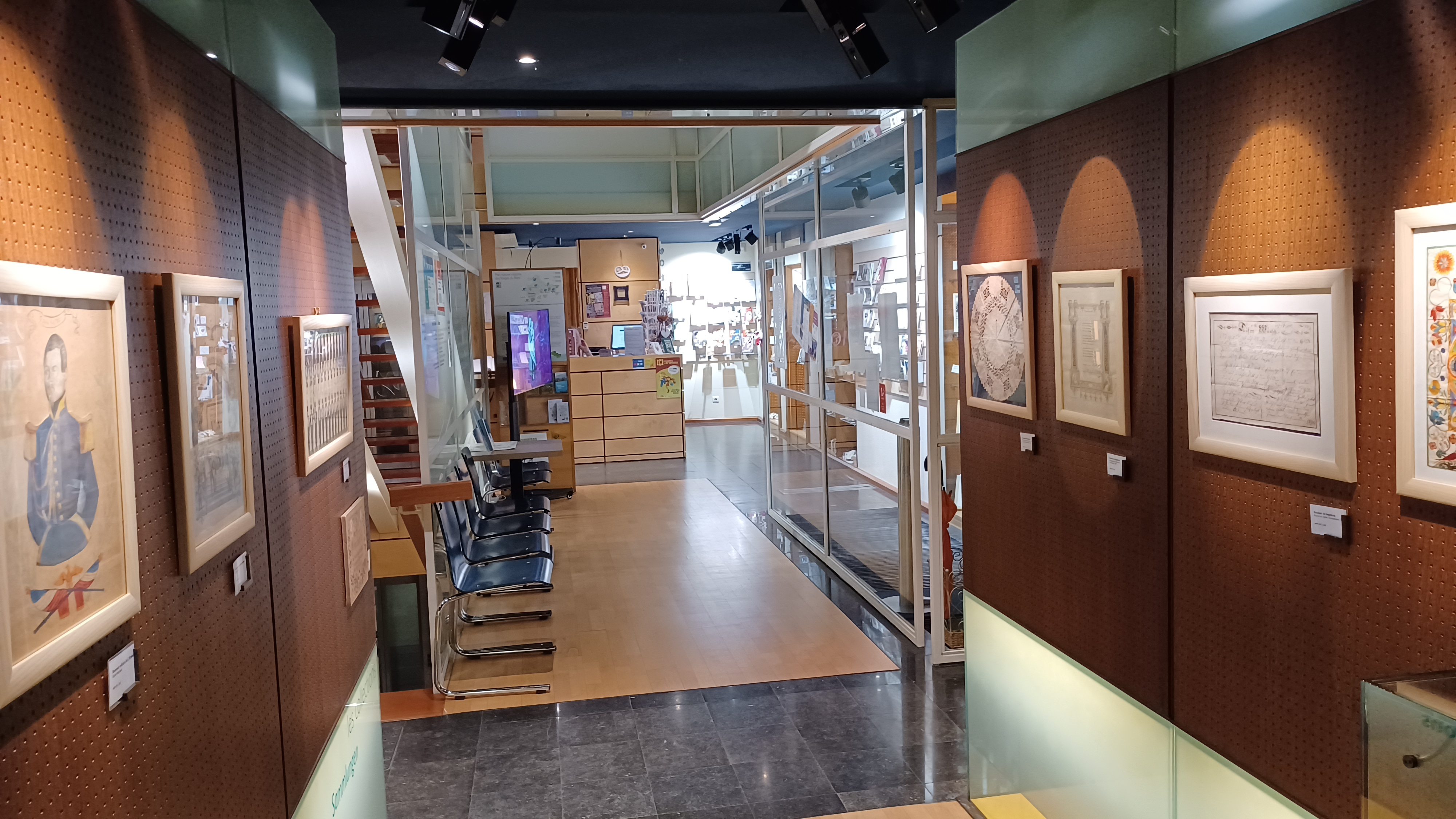
Musée de l'Image populaire de Pfaffenhoffen
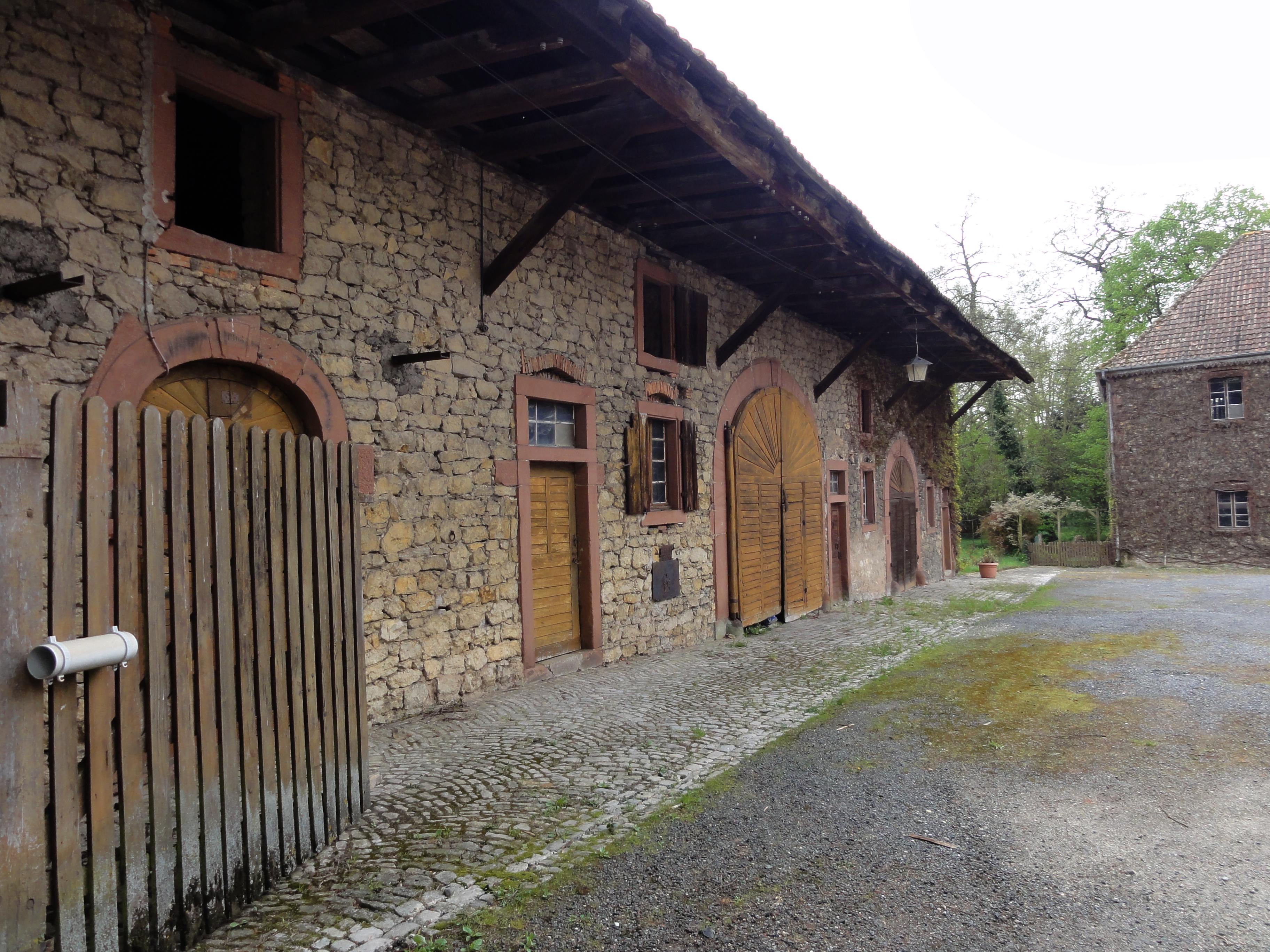
La Walck. Ancien moulin Walckmuhle, puis scierie,.
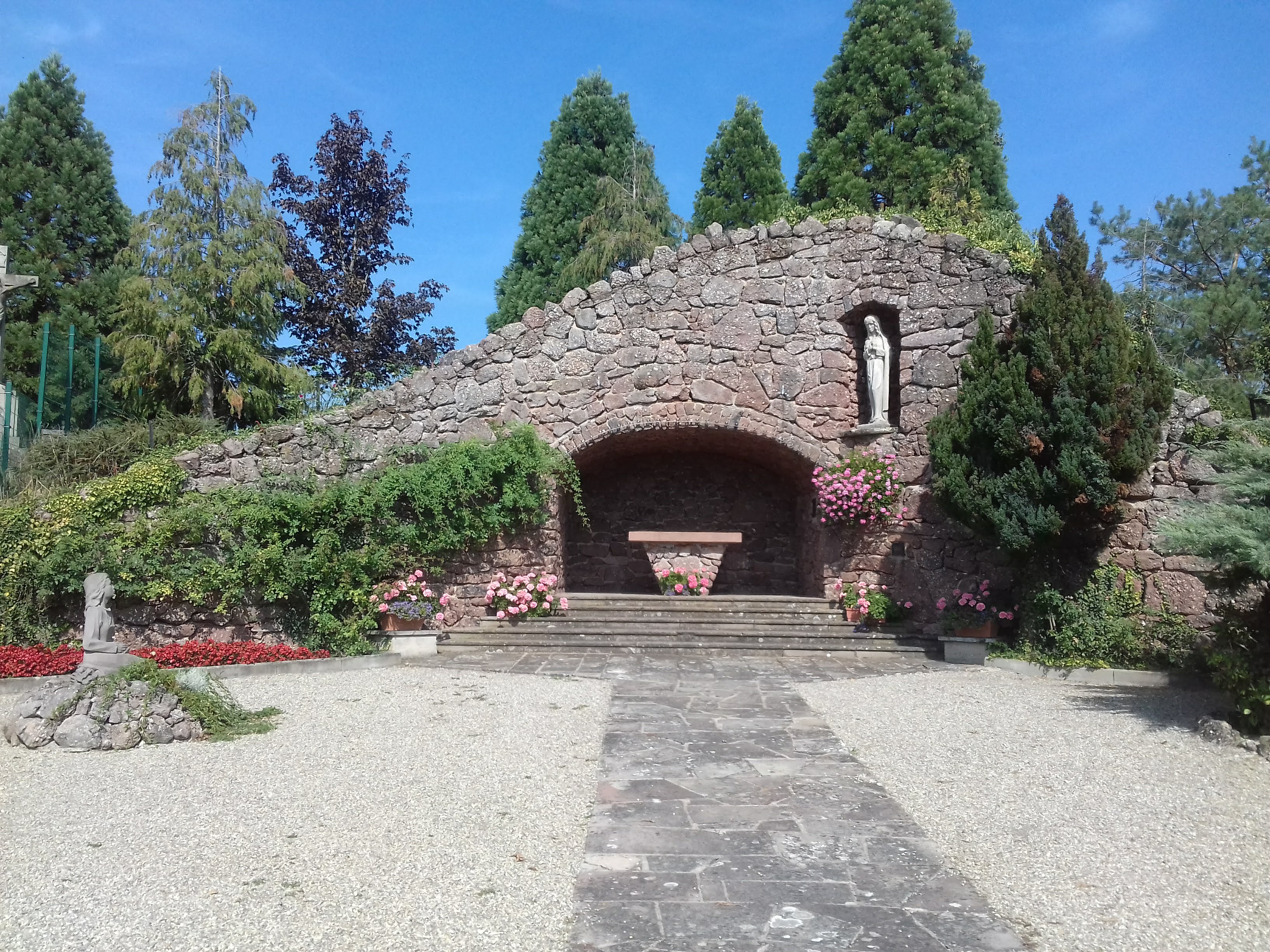
Uberach. Grotte de Lourdes.
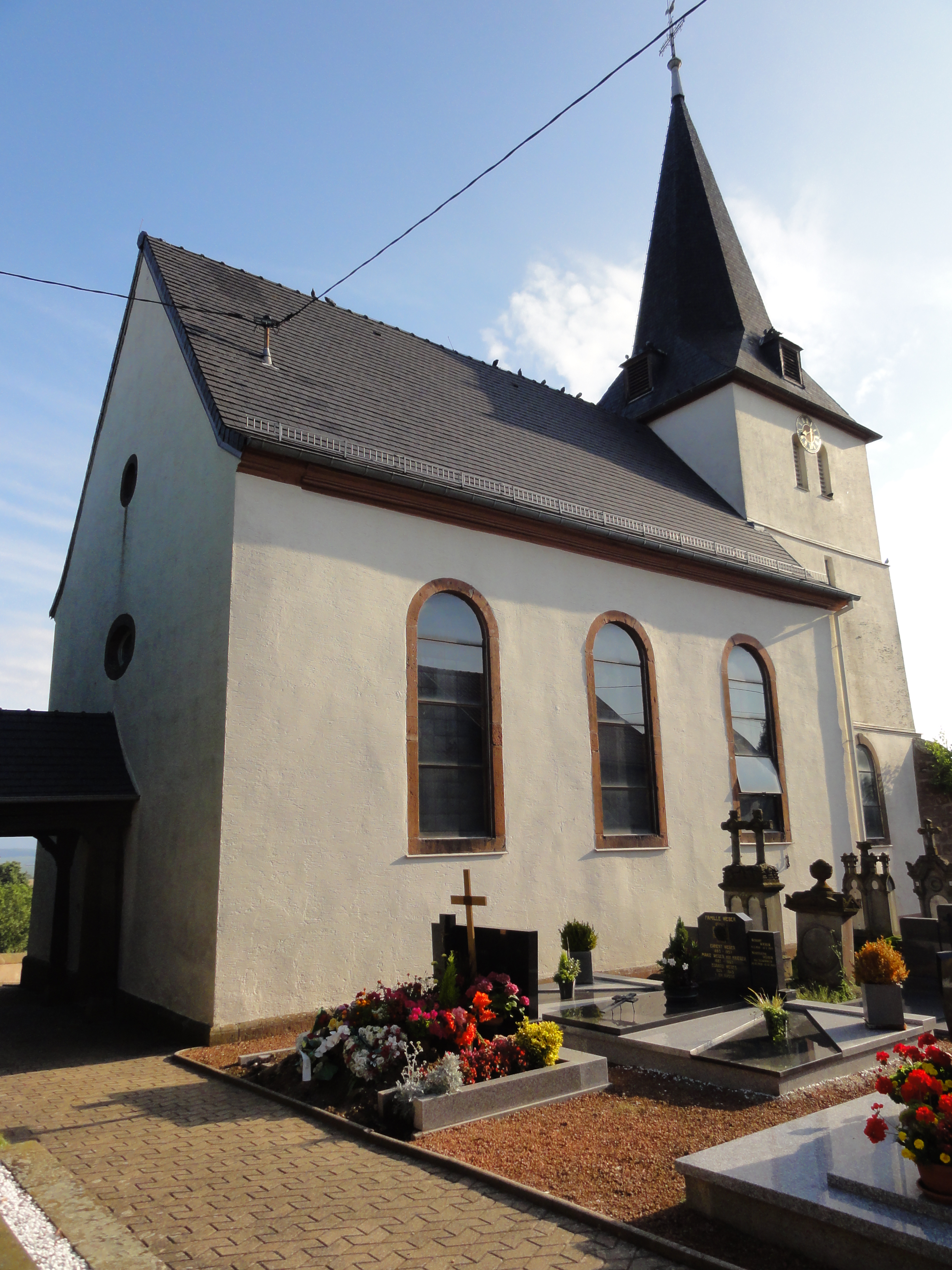
Ringeldorf. Église de la Nativité-de-la-Bienheureuse-Vierge-Marie,,,,.

- Synagogue de Pfaffenhoffen
- Cimetière de Pfaffenhoffen
- La Scène - Espace Culturel.
- Voir les inventaires du patrimoine de chaque commune, dans les articles qui leur sont consacrés.

### Personnalités liées à la commune
Voir les Personnalités liées à la commune de chaque village, dans les articles qui leur sont consacrés.